# Cyathophorella doii
Cyathophorella doii är en bladmossart som beskrevs av Kyuichi Sakurai 1932. Cyathophorella doii ingår i släktet Cyathophorella, klassen egentliga bladmossor, divisionen bladmossor och riket växter. Inga underarter finns listade i Catalogue of Life.